# Shakespears Sister
Shakespears Sister (na prvním albu psáno ještě jako Shakespear's Sister) jsou alternativní popové a rockové hudební duo se sídlem ve Spojeném království, které bylo založeno v roce 1988 zpěvačkou a skladatelkou Siobhan Fahey, bývalou členkou Bananaramy. Shakespears Sister byl zpočátku sólovým počinem, ale v roce 1989 se stal duem s příchodem americké hudebnice Marcelly Detroit. Společně vydali dvě top 10 alba a řadu singlů, včetně hitu „Stay“ z roku 1992, který byl osm týdnů č. 1 britského žebříčku. Detroit byla vyhozena z kapely v roce 1993, takže Fahey byla opět jediným členem, dokud projekt neukončila v roce 1996. Poté, co několik let pracovala pod svým vlastním jménem, Fahey v roce 2009 oživila jméno Shakespears Sister. V roce 2019 se Fahey a Detroit sešly jako Shakespears Sister na turné a vydaly singl.

## Diskografie

### Alba
- Sacred Heart (1989)
- Hormonally Yours (1992)
- #3 (2004)
- Songs from the Red Room (2009)